# Делко (Северна Каролина)
Делко (енгл. Delco) насељено је место без административног статуса у америчкој савезној држави Северна Каролина.

## Демографија
По попису из 2010. године број становника је 348.
| Група             | 2000.    | 2010.       |
| Белци             | 0 (0,0%) | 298 (85,6%) |
| Афроамериканци    | 0 (0,0%) | 21 (6,0%)   |
| Азијати           | 0 (0,0%) | 0 (0,0%)    |
| Хиспаноамериканци | 0 (0,0%) | 6 (1,7%)    |
| Укупно            | 0        | 348         |